# Busverkehr Gerd Schmidt
Das Unternehmen Taxi – Fahrschule – Busverkehr Gerd Schmidt ist ein regionales Busunternehmen aus Lauchhammer.

## Geschichte
Das Unternehmen wurde 1990 von Peter Schmidt als Fahrschule gegründet. Sein Sohn, Gerd Schmidt, galt zu der Zeit als jüngster Fahrlehrer Deutschlands, mit einer Sondergenehmigung durfte er seinen Dienst auch durchführen. Ab 1992 wurden auch Taxis betrieben und 1994 wurde das Unternehmen in einer Gesellschaft des bürgerlichen Rechts (GbR) umgewandelt, welches 2002 wieder aufgelöst wurde. Ebenfalls seit 2002 ist das Unternehmen in der Berufskraftfahrer-Ausbildung aktiv. Der Einstieg in den Linien- und Reisebusverkehr erfolgte 2004. Im selben Jahr ist das Unternehmen um einer Filiale in Ortrand erweitert worden. Das Busverkehrsgeschäft wurde 2006 und 2009 ausgebaut. 2007 ist es durch einen weiteren Standort in Schwarzheide wieder erweitert worden. Nach Insolvenz des Vorgängerunternehmens wurde der Stadtbusverkehr in Lauchhammer 2011 vorläufig übernommen. Dafür kaufte sich die Fahrschule vier niederflurige Busse. Mit dem Gewinn der Ausschreibung wurde ein Jahr später der Verkehr vollständig übernommen. Es wurde ein neues Bildungszentrum in Lauchhammer eröffnet. Wieder ein Jahr später wurde das Unternehmen in eine GmbH umgewandelt und Schulungsräume in Dresden und Senftenberg wurden erbaut. Das Bildungszentrum in Senftenberg wurde ein Jahr später auf dem ehemaligen Gelände der Fahrschule Kaufmann feierlich eröffnet. Insgesamt acht neue Ausbildungsstätten wurden 2019 eröffnet, u.a in Berlin, Cottbus und Riesa. Am 15. August 2020 wurde das 30-jährige Jubiläum der Busverkehr Gerd Schmidt GmbH gefeiert. Zusätzlich hat es erneut die Ausschreibung für die Stadtlinien in Lauchhammer für weitere 10 Jahre gewonnen.

## Betriebsbereiche

### Bus
Schmidt betreibt innerhalb des Verkehrsverbundes Berlin-Brandenburg die ÖPNV-Stadtbusleistungen in Lauchhammer.
Zudem wird Werksverkehr für BASF Schwarzheide und Vestas Blades Lauchhammer durchgeführt.
Daneben bietet das Unternehmen auch die Anmietung von Reise- und Kleinbussen an.

### Fahrschule
Zum Unternehmen gehört eine Fahrschule (auch für Bootsführerschein) und Taxiverkehr. Die Fahrschule ist nach AZWV zertifiziert und führt auch Berufskraftfahrer-Qualifikationen und Weiterbildungen durch.
Filialen bestehen in Berlin sowie den Bundesländern Brandenburg und Sachsen.

### Taxi- & Krankenfahrten
Schon seit 1992 betreibt es Taxiverkehr in und um Lauchhammer. Daneben führt es Krankenfahrten für sämtliche Krankenkassen durch, z. B. um sie zur Arztpraxis oder zum Krankenhaus zu befördern. Zum Einsatz kommen sowohl normale Taxis als auch Personentransporter.

## Linien
Seit 2011 betreibt die Busverkehr Gerd Schmidt GmbH den kompletten Stadtbusverkehr der Stadt Lauchhammer. 2020 hat es eine weitere Ausschreibung, für Gültigkeit bis 2030 gewonnen. Folgende Buslinien werden vom Unternehmen Betrieben:
| Linie   | Fahrtverlauf                                                                      | Tage  |
| ------- | --------------------------------------------------------------------------------- | ----- |
| A (690) | D.-Heßmer-Pl. -> Internat -> Lauchhammer, Bhf. -> Emanuelstr. -> D.-Heßmer-Pl.    | Mo–Sa |
| B (691) | D.-Heßmer-Pl. -> Emanuelstr. -> Lauchhammer, Bhf. -> Internat -> D.-Heßmer-Pl.    | Mo–Sa |
| C (692) | D.-Heßmer-Pl. <-> Lauchhammer, Krankenhaus <-> E.-Thälmann-Ring/Goetheplatz       | Mo–Sa |
| G (693) | D.-Heßmer-Pl. <-> Lauchhammer, Schule <-> Grünewalde, Waldesruh <-> D.-Heßmer-Pl. | Mo–Sa |